# Novalis
Novalis   (Wiederstedt, 2 de maig de 1772 - Weißenfels, 25 de març de 1801), pseudònim de Georg Friedrich Philipp von Hardenberg, fou un escriptor romàntic, filòsof i enginyer de mines.

## Biografia
Georg Friedrich Philipp von Hardenberg nasqué el 1772 a la finca Oberwiederstedt al Harz, una serralada que es troba al mig d'Alemanya, als actuals estats de Baixa Saxònia, Saxònia-Anhalt i Turíngia. La hisenda que regentava la seva família estava situada a l'actual estat de Saxònia-Anhalt (llavors Kursachsen, Electorat de Saxònia). Així doncs, Novalis nasqué en el si d'una família noble saxona de fortes creences pietistes que ocupava importants càrrecs ministerials. Ja des de la seva infantesa, el seu pare, Heinrich Ulrich Erasmus Freiherr von Hardenberg, propietari de la finca i director de les salines de Weißenfels/Saale, posà especial interès en l'educació del seu segon fill. Novalis gaudí dels millors preceptors i posteriorment anà a l'Institut Luther, a Eisleben, on rebé els seus primers coneixements de literatura i retòrica. Dins del món universitari, obtingué una àmplia formació tant en l'àmbit de les lletres com en de les ciències: estudià dret a Jena, Leipzig i Wittenberg (1790–1794) i després matemàtiques, química, i mineria en els seus vessants teòric i pràctic a la Bergakademie de Friburg (1797). Durant la seva estada a Jena, assistí a les classes d'història de Friedrich Schiller, amb qui establí una forta relació d'amistat. A més a més, cal afegir que el vincle amb aquesta ciutat no es trencà mai, i marcà fites en la seva producció literària.
El 1795, quan treballava com a comptable al servei d'August Coelestin Just, conegué la jove Sophie von Kühn (1783–1797), de qui s'enamorà i amb qui es prometé. La prematura i dolorosa mort de la noia marcà la vida personal i literària de Novalis. De fet, fruit d'aquesta experiència és el poema d'amor Himnes a la nit (1800).

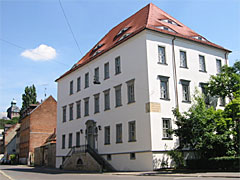
Casa on va morir Novalis el 1801, a Weißenfels

El gener de l'any anterior, Novalis havia entrat a treballar a la direcció de les salines de Weißenfels ajudant el seu pare, ja que, si bé la seva passió fou l'escriptura, es guanyà la vida com a alt funcionari, arribant fins i tot a ser nomenat membre de la direcció de les salines (1799) i cap de districte de la zona de Turíngia (1800).
L'any 1798, aparegueren els seus primers fragments filosòfics en la revista Atheneum –la revista dels romàntics primerencs Friedrich i August Wilhelm von Schlegel- amb el títol Büthenstaub i per primera vegada sota el pseudònim Novalis.
En el 1798, es prometé novament, aquest cop amb la filla del catedràtic Johann Friedrich Wilhelm Toussaint von Charpentier, Julie von Charpentier (1778–1811).
Però, el 25 de març de 1801, Novalis morí a Weißenfels de tuberculosi, malaltia que segurament havia contret quan estigué atenent Schiller, que n'estava afectat.

## L'escriptor
Des del punt de vista literari, Novalis és un dels màxims representants del romanticisme i de l'idealisme alemany: mantingué gran amistat amb altres escriptors importants de l'època, com Schiller, els germans Schlegel, Schelling, L. Tieck, i en conegué d'altres com Goethe, Herder o Jean Paul. També fou amic de la pintora Maria Alberti. A Jena, tingué l'oportunitat d'assistir com a oient a les classes de Fichte i es deixà influenciar per les seves idees. Malgrat això, Fichte entén "l'altre", la realitat, com a producte del nostre propi "jo racional", mentre que Novalis el considera producte del nostre "jo emocional", en què la finitud i la infinitud s'entenen com una unitat dins del món poetitzat. La idea de Novalis és que, només mitjançant la poesia universal i progressiva, es pot arribar a entendre la natura viva i canviant que ens envolta. La naturalesa és el resultat d'accions de la nostra pròpia ànima sensible, d'accions transcendentals de l'esperit, en què la naturalesa es cosifica, per la qual cosa té una dimensió emocional, però també material i no sols racional. La natura es presenta com una ciutat màgica, convertida en pedra (versteinerte Zauberstadt), que mitjançant la paraula poètica es pot donar a conèixer una altra vegada, si bé ara d'una manera més espiritual. El món ha de ser poetitzat: el "jo" i la natura han d'unir-se i tornar a la vida; les coses comunes han d'adquirir un nou sentit; les usuals, una nova aparença secreta; les conegudes, la dignitat de les desconegudes...

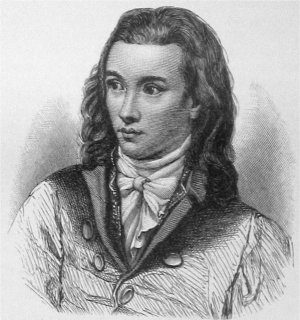
Novalis, dibuix del 1906

Les seves obres més conegudes són els seus fragments literaris, estètics i filosòfics, en què s'aplega gran part del seu pensament; Himnes a la nit (Hymnen an die Nacht) (1800), el poema d'amor que escrigué quan va morir la seva estimada Sophie von Kühn; i la seva novel·la de formació Heinrich von Ofterdingen (1802), en què apareix com a motiu principal "la flor blava" (die blaue Blume), esdevinguda, avui dia, símbol del pensament romàntic alemany: l'aspiració del fet poètic i, per tant, del coneixement universal; la unió o re-unió de l'eternitat amb la finitud, del somni amb la realitat, de les coses usuals amb les fantàstiques, que en el nostre món actual es troben escindides. Abastar el coneixement universal i perfecte de la natura només és possible gràcies a la poesia.
Novalis tan sols veié la publicació dels fragments Blüthenstaub i Glauben und Liebe oder der König und die Königin (1798) i el poema Himnes a la nit (1800). Les novel·les incompletes Heinrich von Ofterdingen, en català (Enric d'Osterdingen) i Die Lehrlinge zu Sais, així com la posterior conferència Die Christenheit oder Europa foren publicades pòstumament gràcies als seus amics Ludwig Tieck i Friedrich Schlegel.

## Edicions en català
- Robert Caner-Liese (editor): Fragments. Barcelona: Quaderns Crema, 1998. Edició bilingüe alemany-català. Premi Cavall Verd de traducció poètica, concedit per l'Associació d'Escriptors en Llengua Catalana.
- Antoni Tàpies-Barba (traducció), Pere Gimferrer (pròleg): Himnes a la nit. Barcelona: Curial, 1975. Edició bilingüe alemany-català.
- Eduard Cairol (edició i traducció): Himnes a la nit; La cristiandat o Europa. Barcelona: DVD, 2001. Edició bilingüe alemany-català.
- Joan Maragall (traductor): Els deixebles de Saïs i Heinrich von Ofterdingen publicats en Novel·les i narracions romàntiques: Novalis, Heinrich von Kleist. Barcelona: Edicions 62, 1981, 1984.